# 고토 분지로

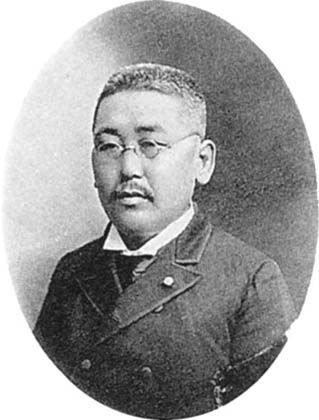
고토 분지로

고토 분지로(일본어: 小藤 文次郎, 안세이 3년 3월 14일(1856년 4월 8일)~쇼와 10년(1935년) 3월 8일)는 일본의 지구과학자이다. 지질학, 암석학, 광물학, 화산학, 지진학 등 다방면에서 광범위하게 활동했다.
이와미국(현 시마네현) 쓰와노정에서 태어났다. 도쿄 제국대학 이학부 지질학 및 채광학과의 첫 졸업생이다. 라이프치히 대학교, 뮌헨 대학교에서 유학 후, 도쿄 제국대학의 교수가 되었다.
1891년 노비 지진 발생 약 2주 후에 현지에 들어가 조사를 실시하였고, 이후 이 결과로부터 단층지진 이론을 발표하였다. 조사 당시 촬영한 네오다니 단층 사진은 1893년 발표한 논문에 게재되어, 활성단층의 모습을 생생히 기록한 사진으로 널리 알려졌다.
한국의 산맥을 지질학적으로 조사하여 14개로 분류하였다. 그의 이름을 딴 광물인 고토 석(kotoite, Mg3(BO3)2)이 와타나베 타케오에 의해 황해도 수안군 홀골 광산에서 발견되어 1939년에 발표되었다.

## 같이 보기
- 아리치 시나노조 - 처 우메코(梅子)의 아버지로서 고토의 장인
- 노비 지진